# Edifício-sede da B3

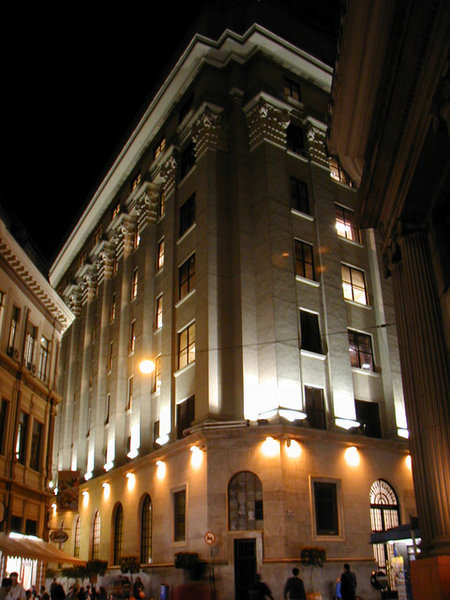
Sede da B3, no centro de São Paulo.

A sede da B3 é um edifício da década de 1940, construído em estilo neoclássico, no centro de São Paulo. Sofisticado, o edíficio possui mármore italiano em suas escadas, obras de arte, móveis clássicos, uma biblioteca e dois auditórios. O prédio pertencia ao Comind (Banco do Comércio da Indústria) que acabou perdendo o imóvel 1985 devido à liquidação extrajudicial. Em 1986 a Bovespa adquire o edifício em um leilão pelo valor de 10 milhões de dólares.
A inauguração da nova sede da Bolsa de Valores de São Paulo ocorreu em 1990 após uma ampla reforma, que passou a área do imóvel de 12 mil para 18 mil metros quadrados. Atualmente com 10 andares, o prédio abriga 700 pessoas entre funcionários e operadores, além de ser sede da CBLC (Câmara Brasileira de Liquidação e Custódia), que pertence à Bovespa.